# Rivière aux Bleuets (rivière Bazin)
Pour les articles homonymes, voir Bleuet.
La rivière aux Bleuets est un tributaire de la rivière Bazin laquelle se déverse sur la rive est de la rivière Gatineau. La rivière aux Bleuets coule d'abord dans le territoire de La Tuque, dans la région administrative de la Mauricie ; puis la rivière traverse le territoire non organisé du Lac-Bazinet, dans la municipalité régionale de comté (MRC) de Antoine-Labelle, au Québec, au Canada.

## Géographie
Les principaux versants hydrographique voisin de la rivière aux Bleuets sont :
- côté nord : lac Sergent ;
- côté est : ruisseau Pitchpine, lac des Dix-Milles ;
- côté sud : rivière Bazin ;
- côté ouest : rivière du Canot.

La partie supérieure de la rivière aux Bleuets comporte des branches multiples qui l'alimentent en eaux.
La rivière aux Bleuets coule généralement vers le sud-ouest, en parallèle (du côté est) à la rivière du Canot, jusqu'à la rive nord d'un coude de la rivière Bazin.

## Toponymie
Le toponyme rivière aux Bleuets a été officialisé le 5 décembre 1968 à la Banque des noms de lieux de la Commission de toponymie du Québec.